# La casa del terrore (film 1961)
La casa del terrore (Taste of Fear) è un film del 1961 diretto da Seth Holt.

## Trama
Una giovane ragazza paralitica, dopo anni di lontananza, torna a vivere in casa del padre, che intanto si è risposato. Ma nella villa cominciano presto delle strane apparizioni, che spingono la ragazza a sospettare della matrigna.

## Home Video
Il film è stato distribuito su DVD dalla Sony Pictures Entertainment, contenente il trailer e un fascicolo scritto da Marcus Hearn come contenuti extra.
In Italia il film uscì nel 2009, insieme al film Lo sguardo che uccide, in un cofanetto editato dalla Sony Pictures Entertainment ed intitolato "Hammer Films - Volume 2"